# MLB en Fox
MLB on Fox (también conocida como Fox MLB) es una presentación estadounidense de los juegos de la Major League Baseball (MLB), producida por Fox Sports, la división deportiva de Fox Broadcasting Company (Fox), desde el 1 de junio de 1996. La cadena ha transmitido la Serie Mundial en 1996, 1998 y todas las ediciones desde el año 2000, así como el Juego de Estrellas en 1997, 1999 y todos los años desde 2001. Además, ha transmitido la Serie de Campeonato de la Liga Nacional (NLCS) y la Serie de Campeonato de la Liga Americana (ALCS) en años alternos desde 1996 hasta 2000 y desde 2007. La NLCS se presenta en años pares, mientras que la ALCS se transmite en años impares (la cadena emitió ambas series desde 2001 hasta 2006).
En el año 2022, Fox Sports renovó sus derechos televisivos para los juegos de la temporada regular, tanto para la cadena de televisión abierta principal de Fox como para FS1, hasta el año 2028. Fox transmitirá al menos dos o tres juegos cada sábado, ya que el nuevo contrato garantizará una mayor cantidad de juegos en la cadena Fox. Durante la vigencia de este contrato, Fox seguirá siendo la única cadena en transmitir la Serie Mundial, el Juego de Estrellas y el Juego Field of Dreams.

## Historia

### 1996-2000
El 7 de noviembre de 1995, Major League Baseball (MLB) llegó a un acuerdo televisivo con Fox y NBC, permitiendo que Fox obtuviera los derechos de transmisión de los juegos de la MLB (asumiendo el final del contrato de ABC). Fox pagó $575 millones de dólares por el contrato de cinco años, una fracción menos del monto que CBS pagó por los derechos de televisión de las Grandes Ligas de Béisbol para las temporadas de 1990 a 1993.
A diferencia del acuerdo televisivo anterior, "The Baseball Network" (una asociación creada a través del contrato conjunto de la liga con ABC y NBC que comenzó en la temporada de 1994), Fox regresó al formato de transmitir juegos de temporada regular (aproximadamente 16 transmisiones semanales que normalmente comenzaban el fin de semana del Memorial Day) los sábados por la tarde. No obstante, Fox mantuvo un formato similar al iniciado por The Baseball Network, ofreciendo una selección de juegos basados exclusivamente en la región del espectador. El enfoque de Fox generalmente ha sido ofrecer tres transmisiones regionalizadas. El acuerdo inicial también otorgó a Fox los derechos para transmitir las Series Mundiales de 1996, 1998 y 2000, los Juegos de Estrellas de 1997 y 1999, así como la cobertura de la Serie de Campeonato de Liga (compartida con NBC) y cinco juegos de la Serie Divisional cada año.
Cuando Fox comenzó a transmitir béisbol, adoptó el lema «Mismo juego, nueva actitud» para promover sus transmisiones. Este lema había sido utilizado previamente para promover la cobertura de la Liga Nacional de Fútbol Americano (NFL) de la cadena cuando esta comenzó en 1994. El principal objetivo de Fox al comenzar a transmitir juegos de las Grandes Ligas de Béisbol era impulsar su programación de horario estelar, que en ese momento incluía solo un puñado de éxitos, como las series establecidas Beverly Hills 90210, Los Simpson, Married... with Children y The X-Files. El presidente de Fox Sports, Ed Goren, expresó: «Utilizaremos la Serie Mundial y la Serie de Campeonato de la Liga para estimular nuestros espectáculos».

### Exclusividad: 2001-2006
En septiembre de 2000, la Major League Baseball (MLB) cerró un contrato de seis años y 2.500 millones de dólarescon Fox, asegurándose así los derechos de transmisión de los juegos de béisbol de los sábados. El acuerdo también incluía los derechos para transmitir el Juego de Estrellas, algunos juegos de la Serie Divisional, así como la cobertura exclusiva de la Serie de Campeonato de Liga y la Serie Mundial. El 90% del valor del contrato para Fox, que comprometía un pago anual de $417 millones a la Major League Baseball según lo acordado, provenía de la postemporada. Este período no solo atraía a grandes audiencias, sino que también ofrecía a la cadena la oportunidad de mostrar su programación de otoño.
Tras el anuncio de este acuerdo, el comentarista deportivo Joe Buck conocido por narrar las Grandes Ligas en Fox Sports, declaró lo siguiente tras reflexionar sobre las críticas que ha recibido a lo largo de su carrera:

If you or the casual fan doesn't want to consider me the No. 1 baseball announcer at Fox, it's not my concern ... I don't know why it would matter. I don't know who had a more tiresome, wall-to-wall schedule than my father, and I know what it's like to be a kid in that situation ... He was gone a lot. He needed to be. I understood it. So did my mom. Because my career has gone the way it's gone, I don't have to go wall to wall. ...While I'm deathly afraid of overexposure, I'm more afraid of underexposure at home with my wife and girls. (Si usted o el aficionado casual no quieren considerarme el locutor de béisbol número uno de Fox, no es mi problema... No sé por qué importaría. No sé quién tuvo una agenda más aburrida y llena de actividades que mi padre, y sé lo que es ser un niño en esa situación... Él se ausentaba mucho. Necesitaba estarlo. Yo lo entendía. Mi madre también. Como mi carrera ha ido por el camino que ha ido, no tengo que estar todo el tiempo... Si bien tengo un miedo terrible a la sobreexposición, tengo más miedo a la subexposición en casa con mi esposa y mis hijas.)

El contrato protegía a la Major League Baseball en caso de una disputa laboral (algo que no ocurrió con "The Baseball Network" en 1994). Si algunos de los juegos se cancelaban como resultado de una huelga o un cierre patronal, las Grandes Ligas de Béisbol seguirían recibiendo pagos de la cadena, pero tendría que compensar a Fox con transmisiones adicionales. Por otro lado, una repetición de la huelga de la liga de 1994 le habría costado a Fox más de mil millones de dólares; el contrato de televisión creó un incentivo para no provocar una huelga, ya que perjudicaría a las cadenas de transmisión, ya que ellas pagaron por el acuerdo, a diferencia del paquete de televisión de 1994-95.
En virtud del contrato anterior de cinco años, Fox pagó 575 millones de dólares estadounidenses (un total de 115 millones de dólares al año) por los derechos de la MLB, mientras que NBC sólo pagó 400 millones de dólares (80 millones de dólares anuales). La diferencia entre los contratos de Fox y NBC era que el acuerdo implícitamente valoraba las transmisiones del «Juego de la Semana» de Fox los sábados en menos de 90 millones de dólares durante cinco años. Antes de que NBC decidiera oficialmente separarse de las Grandes Ligas de Béisbol (por segunda vez en unos 12 años) el 26 de septiembre de 2000, Fox habría tenido que pagar 345 millones de dólares por el contrato, mientras que NBC habría pagado 240 millones. Con la excepción de la ausencia de cuatro años de 1990 a 1993, NBC había transmitido transmisiones de la Major League Baseball desde 1947. El presidente de NBC Sports, Ken Schanzer, declaró sobre su decisión de no renovar su contrato: «Hemos notificado a las Grandes Ligas de Béisbol que hemos rechazado su oferta y les deseamos lo mejor en el futuro».
Según el nuevo acuerdo, Fox pagaría ahora un promedio de 417 millones de dólares estadounidenses al año, un aumento de aproximadamente el 45% con respecto al acuerdo anterior (que valía 290 millones de dólares al año) que Fox, NBC y ESPN aportaron juntos. Según se informa, CBS y ABC no estaban interesadas en comprar los derechos a los precios que ofrecía la Major League Baseball.
Cuando se le preguntó sobre el nuevo acuerdo con Fox, el comisionado Bud Selig dijo: «Nosotros en la Major League Baseball no podríamos estar más contentos con el resultado. Han sido un buen socio y un productor innovador de nuestros juegos».

Neal Pilson, quien se desempeñó como presidente de CBS Sports cuando la cadena tenía los derechos televisivos exclusivos para las Grandes Ligas de Béisbol, declaró sobre el acuerdo de 2500 millones de dólares de Fox:
It is a lot of baseball. It will force Fox to delay the start of its entertainment season every fall in order to cover the playoffs and the World Series, but I am sure they have taken that into account. Fox probably believes it has driven a good deal financially. It has kept its cost escalation at a very modest number. I'm sure Fox believes if it is the only national carrier, it can sell its commercial (slots) without having to face underpricing from a competitor. (Es mucho béisbol. Obligará a Fox a retrasar el inicio de su temporada de entretenimiento cada otoño para cubrir los playoffs y la Serie Mundial, pero estoy seguro de que lo han tenido en cuenta. Fox probablemente cree que ha logrado un buen acuerdo financiero. Ha mantenido su aumento de costos en una cifra muy modesta. Estoy seguro de que Fox cree que si es la única emisora nacional, puede vender sus espacios comerciales sin tener que enfrentarse a precios inferiores a los que le puede cobrar un competidor.)
Algunos observadores creían que el aumento relativo de los índices de audiencia obtenidos con la Serie de Campeonato de la Liga y la Serie Mundial significaba más para Fox que para las otras cadenas de televisión abierta. Esto se debió a que Fox había sufrido la mayor caída de los índices de audiencia en horario de máxima audiencia entre las cuatro principales cadenas durante la temporada televisiva 1999-2000, con una audiencia promedio en horario de máxima audiencia de 8,97 millones de espectadores, un 17% menos que el año anterior, según Nielsen Media Research.

### 2007-2013
El 11 de julio de 2006, la Major League Baseball anunció que la cadena Fox había acordado un nuevo contrato de siete años, asegurando así que Fox continuaría siendo la emisora de la Serie Mundial hasta la temporada 2013. Aunque se esperaba ampliamente que Fox renovara el acuerdo, no estaba claro en ese momento cuál sería la extensión de la cobertura de la cadena más allá del Juego de Estrellas y la Serie Mundial.
El paquete fue oficialmente anunciado el 17 de octubre de 2006. De acuerdo con los términos del acuerdo, Fox retuvo sus derechos sobre el paquete de temporada regular de la cadena, el cual ahora comenzaría en abril, y seguiría siendo el único hogar para la transmisión del Juego de Estrellas y la Serie Mundial. La cobertura de la postemporada de Fox más allá de la Serie Mundial se limitaría a una Serie de Campeonato de la Liga por año, alternando entre la Liga Americana en años impares y la Liga Nacional en años pares. Esta alternancia se estableció con TBS, que adquirió los derechos exclusivos de la Serie Divisional de ESPN, transmitiendo la otra Serie de Campeonato de la Liga en cada temporada.
El 19 de septiembre de 2012, Sports Business Daily informó que Major League Baseball había aceptado acuerdos televisivos separados de ocho años con Fox Sports y Turner Sports hasta la temporada 2021. Según los informes, Fox pagaría alrededor de 4.000 millones de dólares en ocho años (cerca de 500 millones de dólares al año), mientras que Turner pagaría alrededor de 2.800 millones de dólares en ocho años (más de 300 millones de dólares al año). Bajo los nuevos acuerdos, la cobertura de Fox y TBS sería esencialmente la misma que en el contrato de 2007-2013, con la excepción de que Fox y TBS compartirían la cobertura de la Serie Divisional, la cual TBS había transmitido exclusivamente desde 2007. Además, Fox transmitiría algunos juegos, como el Juego de la Semana del sábado por la tarde, en su nuevo canal de deportes generales, Fox Sports 1, que se lanzó el 17 de agosto de 2013. También se mencionó la posibilidad de que Fox vendiera algunos juegos de la Serie Divisional de la Liga a MLB Network.

### Cobertura especial
Desde que comenzó su cobertura de béisbol en 1996, la cadena Fox ha transmitido cuatro partidos de temporada regular en días distintos al sábado. Como parte de su cobertura del intento de Mark McGwire de romper el récord de jonrones en una sola temporada de Roger Maris en 1998, Fox transmitió un partido del domingo por la tarde entre los Rojos de Cincinnati y los Cardenales de San Luis el 6 de septiembre, así como un partido del martes por la noche entre los Rojos de Cincinnati y los Cardenales de San Luis el 8 de septiembre de ese año (McGwire conectó su jonrón número 62 de la temporada en ese juego, estableciendo un récord y obteniendo un rating de 14.5 para Fox, que seguía siendo la transmisión de temporada regular de Grandes Ligas con mayor audiencia en la historia de la cadena para esa fecha). El 16 de abril de 2004, la cadena transmitió un juego del viernes por la noche entre los Yankees de Nueva York y los Medias Rojas de Boston para cubrir el primer encuentro cara a cara de esos equipos desde la memorable Serie de Campeonato de la Liga Americana de 2003. Además, el 12 de agosto de 2016, Fox transmitió un juego del viernes por la noche entre los Rays de Tampa Bay y los Yankees de Nueva York, ya que era el último juego para el veterano jugador de los Yankees, Alex Rodríguez.

### Otra programación relacionada con la MLB
Los juegos de béisbol de los sábados transmitidos por Fox han sido precedidos regularmente por un programa orientado al béisbol dirigido a los jóvenes. Fox transmitió In the Zone desde la temporada inaugural de los derechos de la MLB en 1996 hasta 1999. Posteriormente, desde 2000 hasta 2011, se transmitió This Week in Baseball (TWIB), un programa que anteriormente se emitía en sindicación desde 1977 hasta 1998. Desde 2012 hasta 2013, Fox presentó MLB Player Poll, un programa en el que jugadores y fanáticos hablan sobre temas actuales relacionados con la MLB y participan en encuestas de opinión sobre el deporte y los jugadores de béisbol. Este programa fue presentado por Greg Amsinger.

## Comentaristas y personalidades del estudio

### Narradores actuales
- Joe Davis : narrador principal (Baseball Night in America, MLB on FS1, MLB at Field of Dreams, Juego de Estrellas de la MLB, Serie Mundial, Serie de Campeonato de Liga y Serie de una División)[20][21]
- Adam Amin : narrador #2  (Baseball Night in America, MLB on FS1 y una serie divisional)
- Jason Benetti :narrador #3  (Baseball Night in America, MLB on FS1)
- Kevin Kugler : relator alternativo (Baseball Night in America, MLB on FS1)
- Kenny Albert : relator alternativo (Baseball Night in America, MLB on FS1)
- Len Kasper : relator alternativo (Baseball Night in America, MLB on FS1)
- Don Orsillo : relator alternativo (Baseball Night in America)
- Jeff Levering : relator alternativo (Baseball Night in America)
- Brandon Gaudin : relator alternativo (MLB on FS1)
- Alex Faust : relator alternativo (MLB on FS1)
- Aaron Goldsmith : relator alternativo (Baseball Night in America)

### Analistas
- John Smoltz : analista principal (Baseball Night in America, MLB on FS1, MLB at Field of Dreams, MLB at Rickwood Field, Juego de Estrellas de la MLB, Serie Mundial, Serie de Campeonato de Liga y Serie de una División)
- A. J. Pierzynski : analista #2 (Baseball Night in America, MLB on FS1, MLB London Series y una serie divisional)
- Adam Wainwright : analista #3 (Baseball Night in America, MLB on FS1, MLB London Series y Serie de una División)
- Eric Karros : analista #4 (Baseball Night in America, MLB on FS1)
- Tom Verducci : analista #5 (Baseball Night in America, MLB on FS1)
- Mark Sweeney : analista #6 (Baseball Night in America, MLB on FS1)
- Dontrelle Willis : analista #7 (MLB on FS1)

## Resumen de producción

### Innovaciones
El 8 de julio de 1997, Fox transmitió su primer Juego de Estrellas, que tuvo lugar en el Jacobs Field de Cleveland. Para este juego en particular, Fox introdujo la «Catcher-Cam», una innovación que consistía en fijar una cámara a las máscaras de los receptores. Esta técnica permitió ofrecer perspectivas únicas de la acción alrededor del plato durante el juego.
En octubre de 2004, Fox inició la transmisión en alta definición de todas las transmisiones de postemporada de las Grandes Ligas de Béisbol, que incluían la Serie de Campeonato de la Liga y la Serie Mundial. Además, Fox también comenzó a transmitir el Juego de Estrellas de las Grandes Ligas de Béisbol en alta definición ese mismo año. Antes de la temporada 2008, solo uno de los tres juegos regionales que la cadena transmitía cada sábado se presentaba en alta definición. A partir de 2008, todos los partidos de la MLB televisados por Fox, incluyendo los partidos regionales de los sábados, se presentan en alta definición.

## Tema musical
NJJ Music compuso el tema musical original de MLB en Fox en 1996. Este tema musical se utilizó exclusivamente desde junio de 1996 hasta principios de mayo de 2007. A mediados de mayo de 2007, se presentó una versión actualizada que incorporaba un toque más jazzístico e implementaba una orquesta completa en lugar de los elementos de sintetizador utilizados en el tema de 1996; la versión actualizada fue compuesta por Pete Calandra. Para la postemporada de 2007, se introdujo un tema orquestal lento compuesto por Jochen Flach, que se utilizó junto con el nuevo tema orquestal para el Juego de Estrellas y la postemporada desde la Serie de Campeonato de la Liga Americana de 2007 hasta el Juego de Estrellas de 2010. Fox Saturday Baseball, incluyendo los juegos en horario de máxima audiencia que comenzaron en 2010, continuó utilizando exclusivamente la versión de 2007 del tema principal.
Durante la temporada 2009, algunas afiliadas regionales de Fox Sports cambiaron al tema de 2007, mientras que otras continuaron utilizando el tema original de 1996. Sin embargo, todos los afiliados regionales empezaron a emplear el tema de 2007 a partir de la temporada 2011.
Desde la postemporada de 2010, tanto el tema de 2007 como el tema de Flach fueron sustituidos por la antigua melodía musical de la NFL en Fox, la cual empezó a emplearse para todos los eventos deportivos de Fox. Sin embargo, desde 2011 hasta la fecha actual, diversas canciones del álbum «Heroes: The Olympic Collection» se han utilizado durante los cortes publicitarios durante el Juego de Estrellas, la postemporada y otros juegos destacados, como los enfrentamientos entre los Medias Rojas y los Yankees.
En 2014, el tema de jazz utilizado entre 2007 y 2010 hizo su regreso para los juegos de la temporada regular de la MLB en FS1. El tema de la NFL se mantuvo para las transmisiones de MLB en Fox, abarcando Fox Saturday Baseball, Baseball Night in America, el Juego de Estrellas y toda la cobertura de la postemporada. No obstante, en ocasiones, uno de los dos temas se escuchó en transmisiones asignadas originalmente al otro, lo que sugiere una cierta flexibilidad en las designaciones.

## Crítica

### Planificación
Fox Sports ha enfrentado críticas, según fuentes cuestionables, por la percepción de parcialidad hacia equipos de la Liga Americana en las Grandes Ligas de Béisbol, especialmente los Yankees de Nueva York y los Medias Rojas de Boston. Se señala que Fox rara vez destaca equipos fuera de los 10 principales mercados de medios durante la temporada regular.

### Comentaristas

#### Narradores del juego
En 2007, Joe Buck estaba originalmente programado para narrar solo ocho juegos de la temporada regular de la MLB de un calendario total de 26 juegos para Fox, además de algunas transmisiones regionales de los St. Louis Cardinals en FSN Midwest. En una entrevista con Richard Sandomir de The New York Times, Buck justificó su limitada participación en el béisbol.
En 2008, Joe Buck fue objeto de críticas debido a sus comentarios durante una aparición en «The Herd with Colin Cowherd» de ESPN Radio. En dicha entrevista, Buck admitió haber dedicado «apenas» tiempo a seguir eventos deportivos que no estaba transmitiendo y, en tono de broma, afirmó que preferiría ver una despedida de soltera en su lugar.

#### Analistas
En el Juego 4 de la Serie de Campeonato de la Liga Americana de 1997, durante un lanzamiento descontrolado con corredores en bases, el árbitro Durwood Merrill señaló la ubicación de la pelota. En ese momento, el comentarista Tim McCarver hizo un comentario sarcástico, sugiriendo que Merrill tal vez estaba tratando de recordarse a sí mismo dónde estaba la pelota. Merrill se enteró de este comentario, se sintió ofendido y respondió en su autobiografía explicando que simplemente estaba comunicando a los otros árbitros que la situación estaba bajo control. Además, McCarver tenía la tendencia a explicar las reglas durante las transmisiones, a veces de manera incorrecta. Por ejemplo, después de un obstáculo de los St. Louis Cardinals en el Juego 4 de la Serie de Campeonato de la Liga Nacional de 2006, McCarver proporcionó una explicación errónea al afirmar: «Tienes que tener "mil uno" cuando te detienes, y debes detener el guante en el mismo lugar cada vez frente a tu cuerpo». En realidad, las reglas establecen simplemente que debe haber una parada completamente discernible en cualquier lugar frente al cuerpo del lanzador; no se requiere una duración o ubicación específica.

## Ratings de Nielsen

### Promedios de la temporada regular de Fox
- 2023 : 1,88 millones
- 2022 : 2,11 millones
- 2021 : 2,36 millones
- 2020 : 1,67 millones
- 2019 : 2,4 millones
- 2018 : 2,23 millones
- 2017 : 2,05 millones
- 2016 : 2,09 millones
- 2015 : 2,2 millones
- 2014 : 1,9 millones
- 2013 : 2,4 millones
- 2012 : 2,5 millones
- 2011 : 2,74 millones
- 2010 : 2,7 millones
- 2009 : 2,7 millones
- 2008 : 2,8 millones
- 2007 : 3,3 millones
- 2006 : 3,35 millones
- 2005 : 3,61 millones
- 2004 : 3,73 millones
- 2003 : 3,6 millones
- 2002 : 3,45 millones
- 2001 : 3,38 millones

### Promedios de la Serie Mundial de Fox
- 2024 : 15.81 millones
- 2023 : 9,08 millones
- 2022 : 11,76 millones
- 2021 : 11,74 millones
- 2020 : 9,79 millones
- 2019 : 13,91 millones
- 2018 : 14,13 millones
- 2017 : 18,93 millones
- 2016 : 22,85 millones
- 2015 : 14,53 millones
- 2014 : 13,93 millones
- 2013 : 14,98 millones
- 2012 : 12,64 millones
- 2011 : 16,52 millones
- 2010 : 14,22 millones
- 2009 : 19,33 millones
- 2008 : 13,19 millones
- 2007 : 17,12 millones
- 2006 : 15,81 millones
- 2005 : 17,16 millones
- 2004 : 25,39 millones
- 2003 : 20,14 millones
- 2002 : 19,26 millones
- 2001 : 24,53 millones
- 2000 : 18,08 millones
- 1998 : 20,34 millones
- 1996 : 25,22 millones